# Alfa Romeo 145
L'Alfa Romeo 145 è un'autovettura costruita dalla casa automobilistica italiana Alfa Romeo, prodotta dal 1994 al 2001 nello stabilimento Alfa Romeo di Pomigliano d'Arco, in Campania, come sostituta dell'Alfa Romeo 33.

## Storia
Per sostituire la 33 vennero presentati due modelli distinti: l'Alfa Romeo 145, una berlina 3 porte 2 volumi che nel suo primo anno di vita venne prodotta assieme alla 33, e l'Alfa Romeo 146, una berlina 5 porte e 2 volumi e mezzo, che con la sua uscita nel 1995 sancì il definitivo pensionamento del modello precedente.
La 145 venne svelata al pubblico nel luglio 1994 dall’allora amministratore delegato del Gruppo Fiat Paolo Cantarella. Le vendite partirono dal 9 settembre dello stesso anno.

## Meccanica

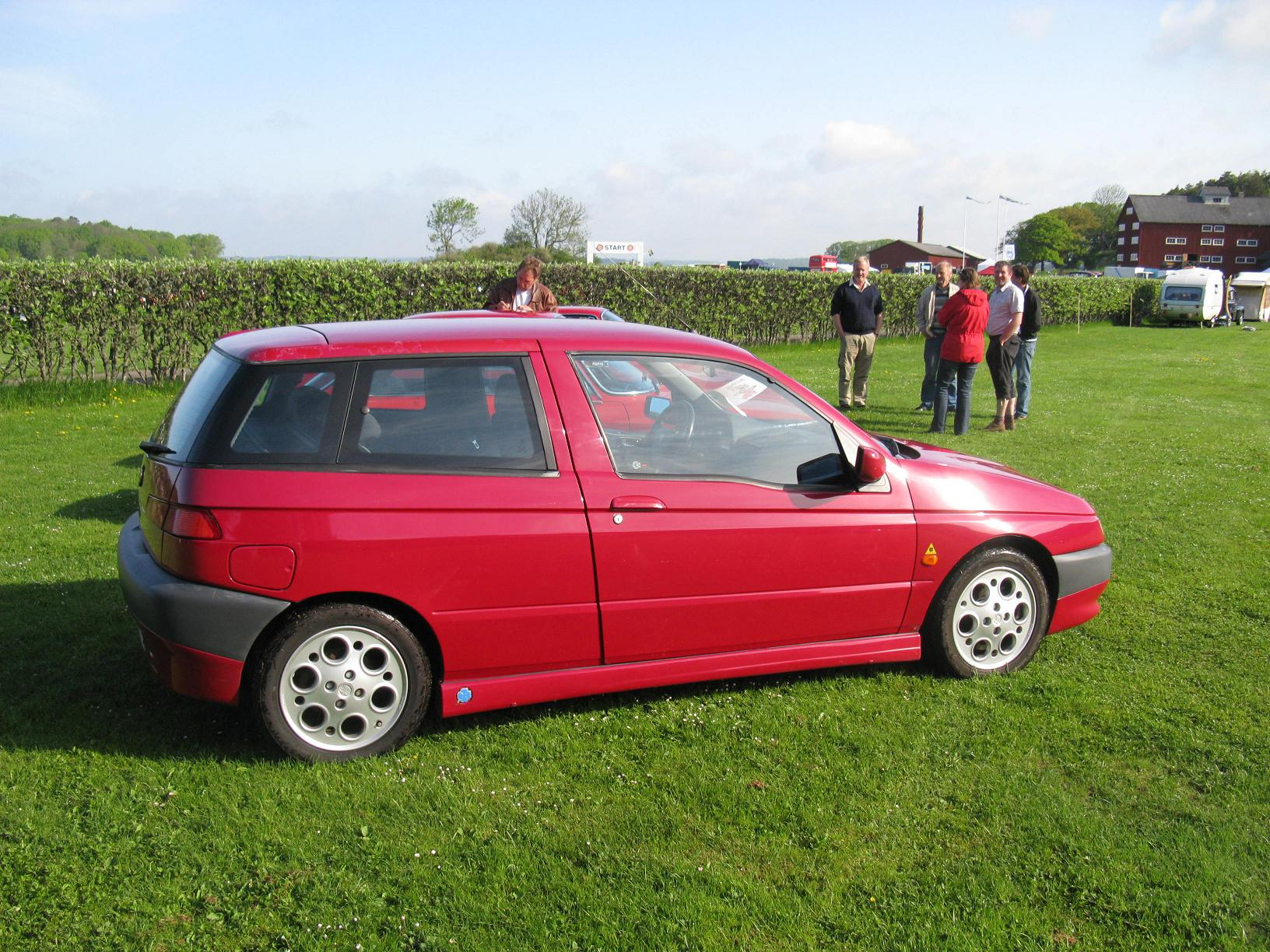
Alfa Romeo 145 Quadrifoglio Verde, vista laterale

La 145 aveva una linea sportiva, grazie al disegno di Chris Bangle ed era basata sul pianale Tipo 2 sviluppato dal Gruppo Fiat per tutti i veicoli di segmento C come la Fiat Tipo e la Lancia Delta seconda serie. Inizialmente i motori furono i boxer derivati dalla 33 con cilindrata 1351 cm³, 1596 cm³ e 1712 cm³, quest'ultimo con distribuzione a sedici valvole. Il motore di 1596 cm³ era una versione inedita e unica del famoso e collaudato boxer Alfa Romeo, ottenuta con la riduzione dell'alesaggio del 1712 cm³ a otto valvole.
Lo schema meccanico risultava semplice e raffinato allo stesso tempo: motore longitudinale (per le versioni Boxer) o trasversale (per le versioni diesel o Twin Spark) con cambio in blocco e sospensioni a 4 ruote indipendenti del tipo MacPherson all'anteriore e a bracci tirati al posteriore connessi da barra stabilizzatrice. Veniva costruita nello stabilimento di Pomigliano d'Arco.

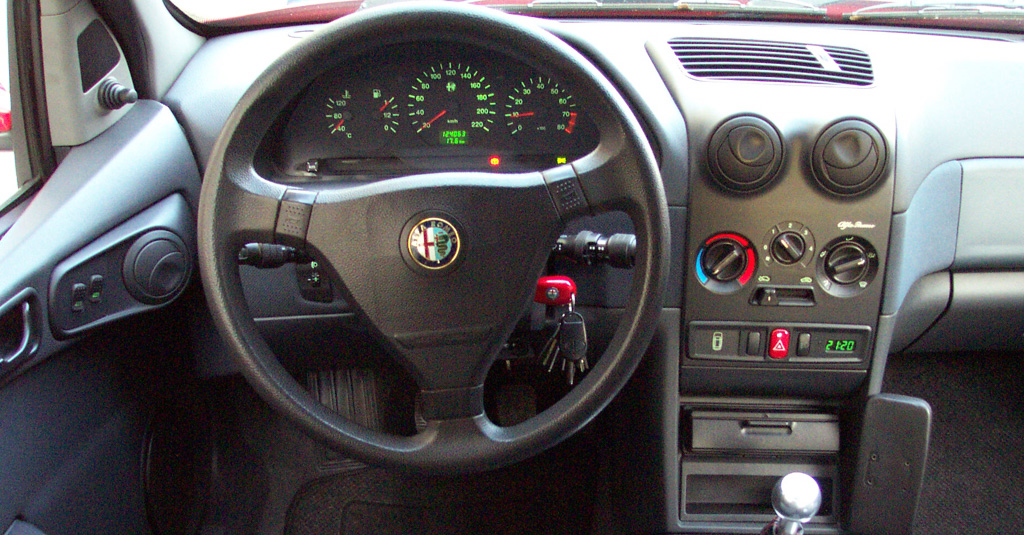
Interni di una Alfa 145 1.4 Twin Spark modello 1997-1999

Nel 1997 i motori boxer vennero sostituiti dai Twin Spark Pratola Serra, più adeguati in termini di coppia motrice alla massa della vettura e più parchi nei consumi, e nel 1999 il Turbodiesel a iniezione indiretta da 90 CV venne sostituito dal nuovo JTD a iniezione diretta Common Rail, già visto su altri modelli del gruppo Fiat. Il motore Twin Spark di 1970 cm³ e 150 CV, già usato in altre vetture dell'Alfa Romeo del periodo come la GTV e la Spider, equipaggiava la versione Quadrifoglio, che rappresentava il modello di punta della gamma 145; dotata di assetto sportivo, freni maggiorati, e particolari estetici come le minigonne e i cerchi in lega da 15 pollici di disegno specifico.
I freni erano a disco anteriormente e a tamburo posteriormente sulle versioni meno potenti, ma se queste ultime erano equipaggiate con l'opzionale ABS i freni erano tutti a disco.

### Evoluzione

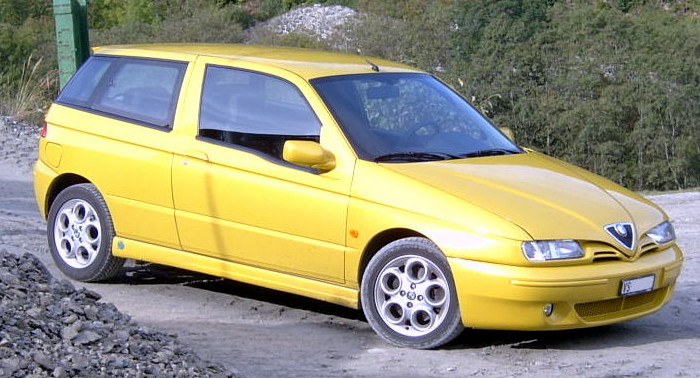
Alfa Romeo 145 Quadrifoglio Verde Restyling modello 1999-2001

Nel 1997 ci fu un aggiornamento generale della vettura: vennero modificati alcuni particolari esterni, come i fascioni paraurti e l'alettone posteriore con terza luce di arresto integrata (opzionale), e alcuni particolari degli interni, nella fattispecie le bocchette del sistema di aerazione e la strumentazione. Venne introdotto anche l'allestimento Junior, il quale combinava la motorizzazione 1.4 (più tardi anche 1.6) TS con cerchi di disegno specifico e i particolari estetici e l'assetto della Quadrifoglio Verde, contraddistinto dalla presenza dei fregi "Junior" sulle minigonne.
L'ultimo aggiornamento fu effettuato nel 1999, con il ridisegno dei paraurti e di altri dettagli estetici, l'adozione di serie dell'airbag lato guida, e dei freni a disco su tutte le ruote.
Nell'autunno 2000 venne introdotta nel mercato l'Alfa Romeo 147 che però non sostituì immediatamente la 145: quest'ultima rimase sul mercato fino alla fine del 2001.

## Motorizzazioni
| Modello                          | Disponibilità        | Motore  | Cilindrata (cm³) | Potenza                 | Coppia max (Nm) | 0–100 km/h (secondi) | Velocità max (km/h) | Consumo medio (km/L) |
| 1.3 IE                           | dall'esordio al 1997 | Benzina | 1351             | 66 kW (90 CV)           | 115             | 12,5                 | 178                 | 12,2                 |
| 1.4i 16V Twin Spark              | dal 1997 al 2001     | Benzina | 1370             | 76 kW (103 CV)          | 124             | 11,2                 | 185                 | 13,1                 |
| 1.6 IE                           | dall'esordio al 1997 | Benzina | 1596             | 76 kW (103 CV)          | 134             | 11,0                 | 185                 | 12,3                 |
| 1.6i 16V Twin Spark              | dal 1997 al 2001     | Benzina | 1598             | 88 kW (120 CV)          | 144             | 10,2                 | 195                 | 12,8                 |
| 1.7i 16V                         | dall'esordio al 1997 | Benzina | 1712             | 95 kW (129 CV)          | 148             | 9,8                  | 200                 | 11,7                 |
| 1.8i 16V Twin Spark              | dal 1997 al 1999     | Benzina | 1747             | 103 kW (140 CV)         | 165             | 9,2                  | 205                 | 12,5                 |
| 2.0i 16V Twin Spark Quadrifoglio | dal 1995 al 2001     | Benzina | 1970             | 110-114 kW (150-155 CV) | 186             | 8,4                  | 210                 | 12,3                 |
| 1.9 JTD                          | dal 1999 al 2001     | Diesel  | 1910             | 77 kW (105 CV)          | 255             | 10,4                 | 185                 | 16,6                 |
| 1.9 Turbodiesel                  | dal 1994 al 1999     | Diesel  | 1929             | 66 kW (90 CV)           | 186             | 12,0                 | 178                 | 16,0                 |